# Produkt krajowy netto
Produkt krajowy netto, PKN (ang. Net Domestic Product, NDP) – wartość strumienia produktów finalnych wytworzonych na terytorium danego państwa przez narodowe i zagraniczne czynniki produkcji w danym okresie pomniejszona o wartość amortyzacji w tym okresie.
PKN to produkt krajowy brutto (PKB) pomniejszony o amortyzację.